# Dendrobates rubrocephalus
Espèce
Synonymes
- Ranitomeya rubrocephala (Schulte, 1999)

Statut de conservation UICN

 DD  : Données insuffisantes
Statut CITES
Dendrobates rubrocephalus est une espèce d'amphibiens de la famille des Dendrobatidae dont la position taxonomique est incertaine (incertae sedis).

## Répartition
Cette espèce est basée sur quatre spécimens du Pérou,, deux sont perdus et les deux restant sont très mal conservés.

## Publication originale
- Schulte, 1999 : Pfeilgiftfrösche Artenteil Peru. Nikola Verlag, Stuttgart p. 1-292.